# Ateliers de Construction Mécaniques de Tirlemont
De Ateliers de Construction Mécaniques de Tirlemont (ACMT) was een fabrikant van metalen constructies uit Tienen.
Het bedrijf kwam voort uit de S.A. Ateliers de Construction de J.J. Gilain, dat op 15 december 1879 door Jacques Joseph Gilain was opgericht. De firma werd op 30 april 1934 opgericht en fuseerde op 22 december 1959 tot de Ateliers Belges Réunis (ABR). De fabriek zou na de fusie echter niet lang meer blijven bestaan: de fabriek in het centrum van Tienen sloot in 1962, de andere werkplaats sloot in 1967.